# Aina Eriksson-Enckell
Aina Eriksson-Enckell, född Eriksson 11 september 1912 i Göteborg, död 2006, var en svensk målare och tecknare.
Hon var dotter till kriminalpolisen J. F. Eriksson och Frida Skreberg och gift första gången med Gordon Macfie, andra gången med Bertil Schütt och tredje gången från 1949 med Rabbe Enckell. 
Eriksson-Enckell studerade konst för Sigfrid Ullman vid Valands målarskola i Göteborg 1933–1937 samt under studieresor till Frankrike och Italien. Separat ställde hon ut i Stockholm, Göteborg och Malmö. Hennes konst består av figurer, porträtt och landskapsimpressioner. Eriksson-Enckell är representerad vid Moderna museet i Stockholm med en tuschteckning.